# Дайджак
Кристофер Джеймс Дайджак (англ. Christopher James Dijak, род. 23 апреля 1987, Леминстер, Массачусетс) — американский рестлер.
Диджак начал свою карьеру рестлера в 2013 году под именем Донован Дайджак, работая в нескольких независимых промоушенах, в частности в Chaotic Wrestling, где он тренировался. В 2014 году он подписал контракт с Ring of Honor (ROH), где в 2015 году выиграл турнир Top Prospect Tournament. После ухода из ROH в 2017 году он подписал контракт с WWE. Он был назначен на их бренд NXT под именем Доминик Дайджакович. В сентябре 2020 года он дебютировал в основном ростере в составе группировки Retribution под именем Ти-Бар. Хотя Retribution распалась в марте 2021 года, он продолжал работать в команде с Мейсом, пока того не перевели на бренд SmackDown на драфте WWE 2021 года. В конце 2022 года он вернулся на бренд NXT. Покинул WWE в июне 2024 года.

## Ранняя жизнь
Кристофер Джеймс Дайджак родился и вырос в Массачусетсе. В средней школе Луненбурга он был выдающимся спортсменом в трех видах спорта, особенно преуспел в американском футболе, в результате чего его стали привлекать многие ведущие футбольные программы колледжей Новой Англии. В 2005 году Дайджак был назван лучшим спортсменом года по версии Sentinel & Enterprise, стал участником программы All-Star школы Shriners в Центральном Массачусетсе, а в выпускном сезоне был назван капитаном и выбран лучшим игроком команды. В конце концов, Дайджак получил стипендию, чтобы играть в футбол за команду UMass Minutemen.
После того, как Дайджак пропустил первый сезон в UMass и не смог адаптироваться в большом кампусе, он решил перевестись в Bridgewater State University, гуманитарный колледж, расположенный примерно в 20 милях от Бостона, Массачусетс. В Bridgewater State Дайджак преуспел как в футболе, так и в баскетболе. Дайджак окончил Bridgewater State в 2010 году со степенью бакалавра в области уголовного правосудия.

## Титулы и достижения
- Chaotic Wrestling
  - Чемпион CW в тяжёлом весе (1 раз)[3][4][5][6]
  - Чемпион Новой Англии CW (1 раз)[7][8]
  - Конмадный чемпион CW (1 раз) — с Майки Веббом[9][10][11]
  - Одиннадцатый чемпион Тройной короны
- Lancaster Championship Wrestling
  - Кубок Кистоуна (2015) — с Джей. Дизелем[12]
- Pro Wrestling Illustrated
  - № 104 в топ 500 рестлеров в рейтинге PWI 500 в 2020[13]
- Pro Wrestling Resurgence
  - Чемпион PWR в тяжёлом весе (1 раз)[14][15]
- Ring of Honor
  - Top Prospect Tournament (2015)[16]
- WrestleMerica
  - Чемпион WrestleMerica в тяжёлом весе (1 раз)[17][18][19]
- WrestleCrap
  - Премия Гукера (2020) — как часть Retribution[20]